# Presidente del Consejo de Ministros de Italia

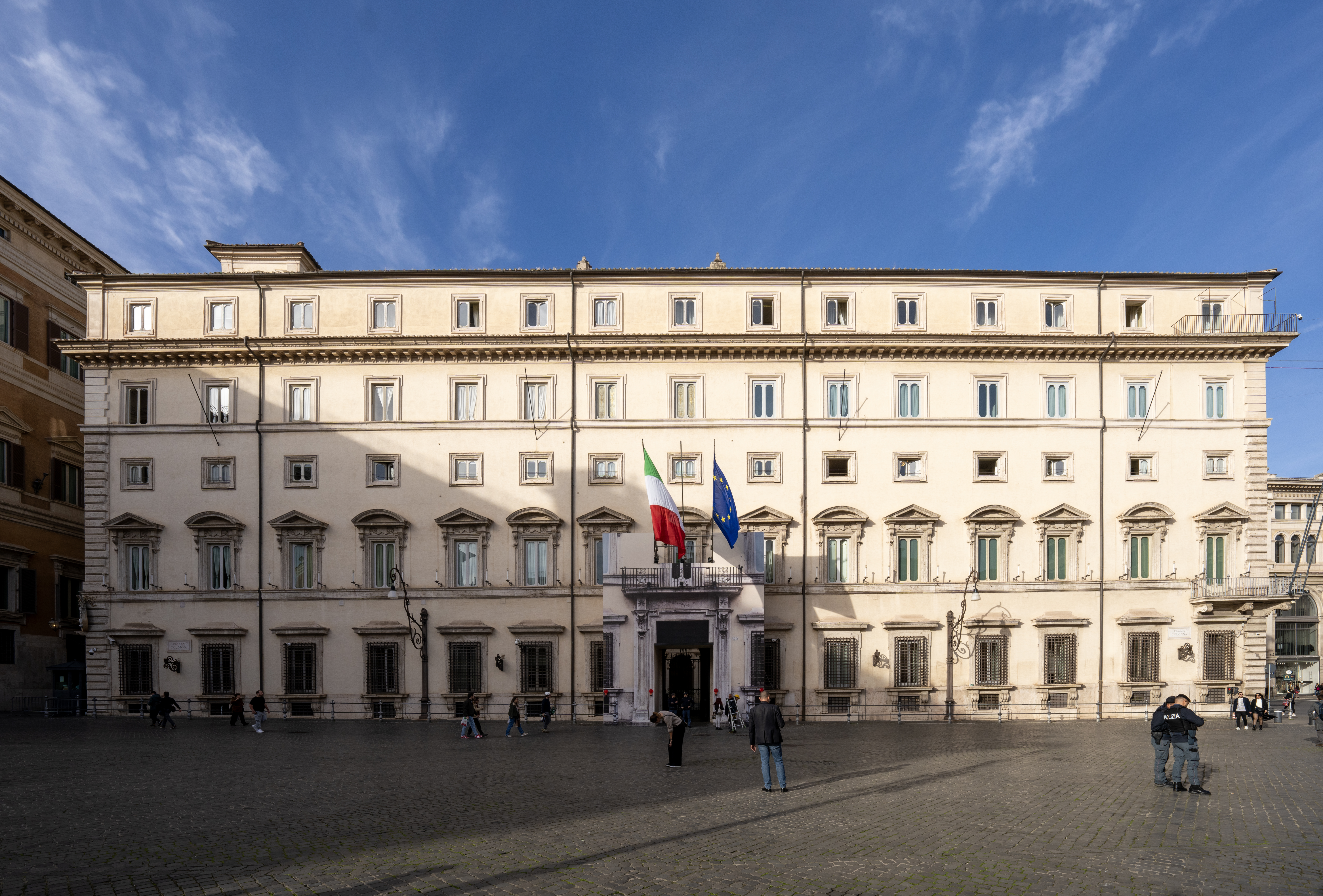
Palazzo Chigi, sede del Gobierno de la República Italiana y residencia del presidente del Consejo de Ministros

El presidente del Consejo de Ministros de Italia (en italiano, presidente del Consiglio dei Ministri) es el jefe de Gobierno del país, y ocupa uno de los cinco cargos más importantes a nivel estatal, siendo el equivalente al primer ministro de otros gobiernos, aunque con menores poderes con respecto a otros Estados.
La presidencia del Consejo de Ministros es un cargo con rango constitucional establecido por los artículos 92, 93, 94, 95 y 96 de la Constitución italiana. El presidente de la República, o sea, el jefe de Estado, es el encargado de designar al presidente del Consejo.

## Funciones
Además de las funciones propias que el cargo posee, por ser parte del Gobierno, es el presidente del Consejo de Ministros quien indica al presidente de la República la lista de los ministros del Gobierno. Refrenda, además, todos los actos con fuerza de ley emitidos por el presidente de la República.
El artículo 95 de la Constitución de la República Italiana señala que: «el presidente del Consejo de Ministros dirige la política general del Gobierno»; este poder es variable, según la influencia individual de los ministros y de los partidos que estos representan.
Usualmente la tarea del presidente del Consejo de Ministros consiste más en mediar entre las distintas posiciones de los partidos políticos (cuando se trata de coaliciones) que las actividades propias del Consejo de Ministros. Su poder de dirección es limitado a una formalidad, ya que no puede echar por sí mismo a los ministros con los cuales está en desacuerdo.

## Listado de presidentes
De 1861 hasta la actualidad el presidente del Consejo de Ministros ha sido el jefe de Gobierno. Es designado por el jefe de Estado, pero requiere el apoyo del Parlamento de Italia.

## Hoy: después de 2001
Desde que en Italia la Ley establecía por decreto la posibilidad de donaciones de ciudadanos particulares, casi todos los líderes políticos han tenido que elegir entre un papel puramente político, como el de primer ministro, o la gestión de activos para diferentes proyectos instituciones, públicos o privados.
Así, en Italia, especialmente entre los parlamentarios de Roma, existen dos funciones legalmente reconocidas al 'nuevo político', o bien la que concierne únicamente a la Res Publica (el Estado y sus funciones institucionales) o bien la más específicamente económica y financiera, por lo tanto con una participación entre los ciudadanos italianos quizás más satisfactoria y con un retorno meritorio más bienvenido: esta es la verdadera 'civilización política activa'.